# Lalidersalm
Die Lalidersalm ist eine Alm im Karwendel. Sie liegt im Gemeindegebiet von Vomp in Tirol am Talschluss des Laliderer Tals.
Die Alm ist nicht bewirtschaftet und bietet keine Übernachtungsmöglichkeiten, der nächstgelegene Stützpunkt ist die rund 1300 Meter weiter westlich und 322 Meter höher gelegene Falkenhütte.

## Wanderziele
- Von der Eng (Mautstraße) über den Hüttenweg und das Hohljoch (1794 m ü. A.)
- Vom Rißtal (Mautstraße) durch das Laliderer Tal und über den Lalidersalm-Niederleger (1526 m ü. A.)
- Mahnkopf (2094 m ü. A.)